# Can Vilalba (Abrera)
Can Vilalba era un edifici d'Abrera, avui desaparegut, inclòs a l'Inventari del Patrimoni Arquitectònic de Catalunya.

## Descripció
Era una masia de planta baixa i dos pisos amb planta en forma d'"U" tancada per una capella. Estava feta de maçoneria i reble. Les obertures eren totes allindades, en forma de finestrals amb barana de ferro forjat. L'entrada era un arc rebaixat fet de maó. Hi havia algunes obertures que havien estat tapiades. La façana principal estava orientada a l'oest. A la sud hi havia un escut de pedra del virrei Amat, que actualment es conserva a l'arxiu històric de l'Ajuntament d'Abrera. Tots els murs exteriors estaven decorats amb esgrafiats que imitaven un parament de pedra, intercalant-se amb petites sanefes geomètriques.
A la façana est hi havia la capella, que era d'una sola nau, sense absis destacat. Estava coberta a dues aigües amb teula àrab i tenia un ràfec decoratiu a manera de sanefa doble fet també de teules. Tenia els murs fets de maçoneria, arrebossats a sobre, i els baixos adornats amb esgrafiats que simulaven carreus, com els murs propers del mas. El portal era de mig punt, amb dovelles de pedra rogenca. La clau tenia un escut rudimentari que representava un castell.
Diverses habitacions de la planta noble conservaven pintures murals atribuïdes al pintor francès Joseph Flaugier, segons ho explica el Baró de Maldà a la seva obra inèdita Calaix de sastre.

## Història
Can Vilalba pertanyia als senyors del castell de Voltrera, que al segle xvi eren els Despalau. A la primera meitat del segle xvii s'uniren amb els Amat, que esdevingueren marquesos de Castellbell. La construcció de Can Vilalba, als peus del castell, fou obra del virrei del Perú, Manuel d'Amat i de Junyent, que, des de Lima estant, el 1767, trameté els plànols i els cabals necessaris al seu germà, Josep d'Amat i Junyent, marquès de Castellbell i senyor de Voltrera. El 1777, quan el virrei Amat tornà d'Amèrica i, abans d'anar a Montserrat, s'adreçà a Can Vilalba, el casal i la capella ja devien estar construïts.
Més tard, passà a ésser la casa dels Marquesos de Villalba.
L'edifici havia arribat a deteriorar-se molt a principis de la dècada de 1990, quan es va decidir enderrocar-lo per seguretat. Només es va salvar expressament l'escut del virrei Amat.